# Копкінський
Ко́пкінский (Виселок-Копки, Копкінський Виселок; рос. Копкинский) — виселок у складі Селтинського району Удмуртії, Росія.

## Населення
Населення — 14 осіб (2010; 14 в 2002).
Національний склад станом на 2002 рік:
- удмурти — 64 %
- росіяни — 36 %

## Урбаноніми[3]
- вулиці — Висільська